# Vaga general catalana de novembre de 2017
La vaga general catalana de 2017 (també coneguda com a vaga 8-N) fou una vaga general convocada a Catalunya el dimecres 8 de novembre de 2017 per la Intersindical-CSC en protesta per la «regressió de drets socials», la precarietat laboral i el reial decret-llei 15/2017 aprovat pel Govern espanyol, que facilità el trasllat d'empreses establertes a Catalunya a altres comunitats autònomes. Segons algunes fonts va ser la vaga general amb més talls viaris i ferroviaris de Catalunya i la mobilització va ser superada només per la vaga del 3 d'octubre del mateix any.

## Context
La vaga general de novembre de 2017 a Catalunya fou la segona que vivia el país en sis setmanes. La convocatòria anterior, del 3 d'octubre, va mostrar el rebuig a l'acció policial de l'1 d'octubre. En aquesta ocasió, es va convocar en reacció al col·lapse institucional provocat per l'aplicació de l'article 155 de la Constitució espanyola de 1978, que va efectuar-se amb una intervenció de la Generalitat de Catalunya, l'empresonament de mig govern -en presó preventiva- acusat de rebel·lió i sedició, així com de l'empresonament dels representants de les organitzacions culturals Assemblea Nacional Catalana i Òmnium Cultural, Jordi Sànchez i Jordi Cuixart.

## Convocatòria

### 3 de novembre de 2017
El 3 de novembre de 2017, la Intersindical-CSC convocà la vaga general, en protesta per la «regressió de drets socials» i la precarietat laboral a Catalunya. Ho feu un dia després que l'Audiència Nacional decretés l'ingrés a presó d'Oriol Junqueras i d'altres set consellers cessats pel Govern espanyol, a l'empara de l'article 155, acusats dels delictes de rebel·lió, sedició i malversació en el procés independentista català. El caràcter unilateral de la mesura fou criticat per altres organitzacions de l'esquerra sindical amb les que s'havia treballat de forma conjunta a la vaga del mes abans, com per exemple la Coordinadora Obrera Sindical (COS), la qual acabà subscrivint la convocatòria. Hores després de conèixer-se la crida a la mobilització sindical, Foment del Treball Nacional, va emetre un comunicat en què informà que demanaria al Tribunal Superior de Justícia de Catalunya (TSJC) que declarés il·legal la convocatòria en entendre que la seva motivació era política i no econòmica ni laboral.

### 7 de novembre de 2017
La sala social del Tribunal Superior de Justícia de Catalunya (TSJC) convocà a les 18.00 h, el 7 de novembre de 2017, a representants de Foment del Treball Nacional, de la Intersindical-CSC i al ministeri Fiscal per conèixer el seu posicionament sobre la convocatòria de vaga general. El mateix 7 de novembre, la Sala Contenciosa-Administrativa del Tribunal Superior de Justícia de Catalunya (TSJC) rebutjà el recurs presentat per la patronal Foment del Treball contra la convocatòria de vaga general a causa de la "falta de jurisdicció" i de competències. Tot seguit, Foment del Treball presentà un segon recurs, però a la Sala Social del mateix TSJC. A les 20.35 h la Sala Social del TSJC anuncià, al servei de Twitter, el rebuig d'aquest segon recurs, i amb aquest, la desestimació de la mesura cautelar de suspensió de la vaga.
CECOT i PIMEC van mostrar el seu rebuig a la vaga, dient que «Hi ha mecanismes per canalitzar el malestar social que no perjudiquen l'economia». Tampoc s'hi van sumar Metges de Catalunya, sindicat majoritari a la sanitat catalana.

## Impulsors
Convocada per la Intersindical-CSC amb el suport d'entitats polítiques catalanes com l'ANC, Òmnium Cultural, l'AMI i l'ACM, així com d'altres sindicats com la Coordinadora Obrera Sindical (COS), la Intersindical Alternativa de Catalunya (IAC) i algunes federacions, sindicats i seccions sindicals de la CGT. La Generalitat de Catalunya donà per vàlida la convocatòria de vaga general i establí serveis mínims. Unió de Pagesos també s'afegí. La UGT i CCOO no es van unir a la convocatòria argumentant que no es feia per motius laborals sinó polítics. Així i tot, van fer una crida a la mobilització.

## Transcurs de la jornada

### Talls de vies de transport

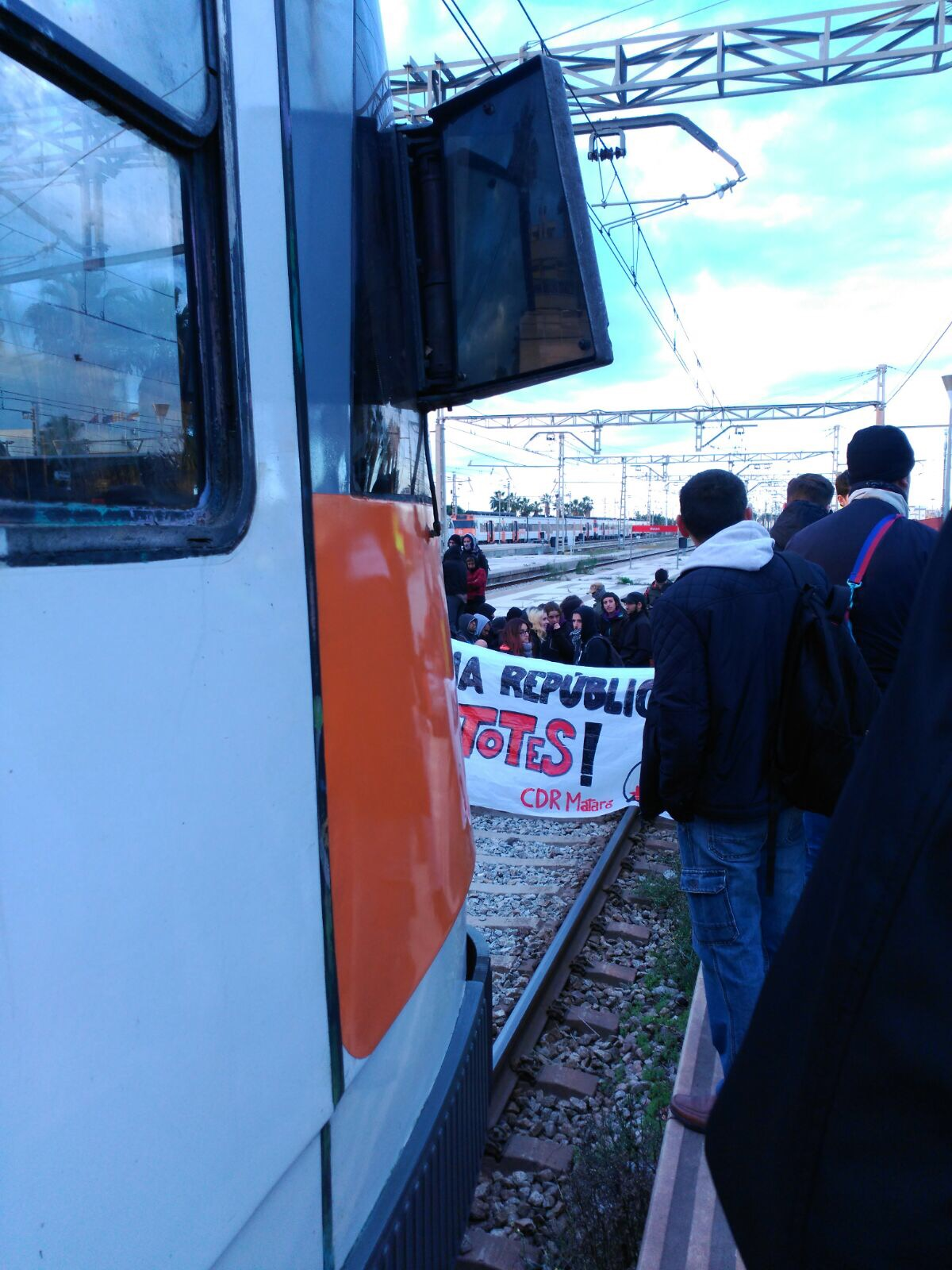
Tall a l'estació de Mataró a primera hora del matí.

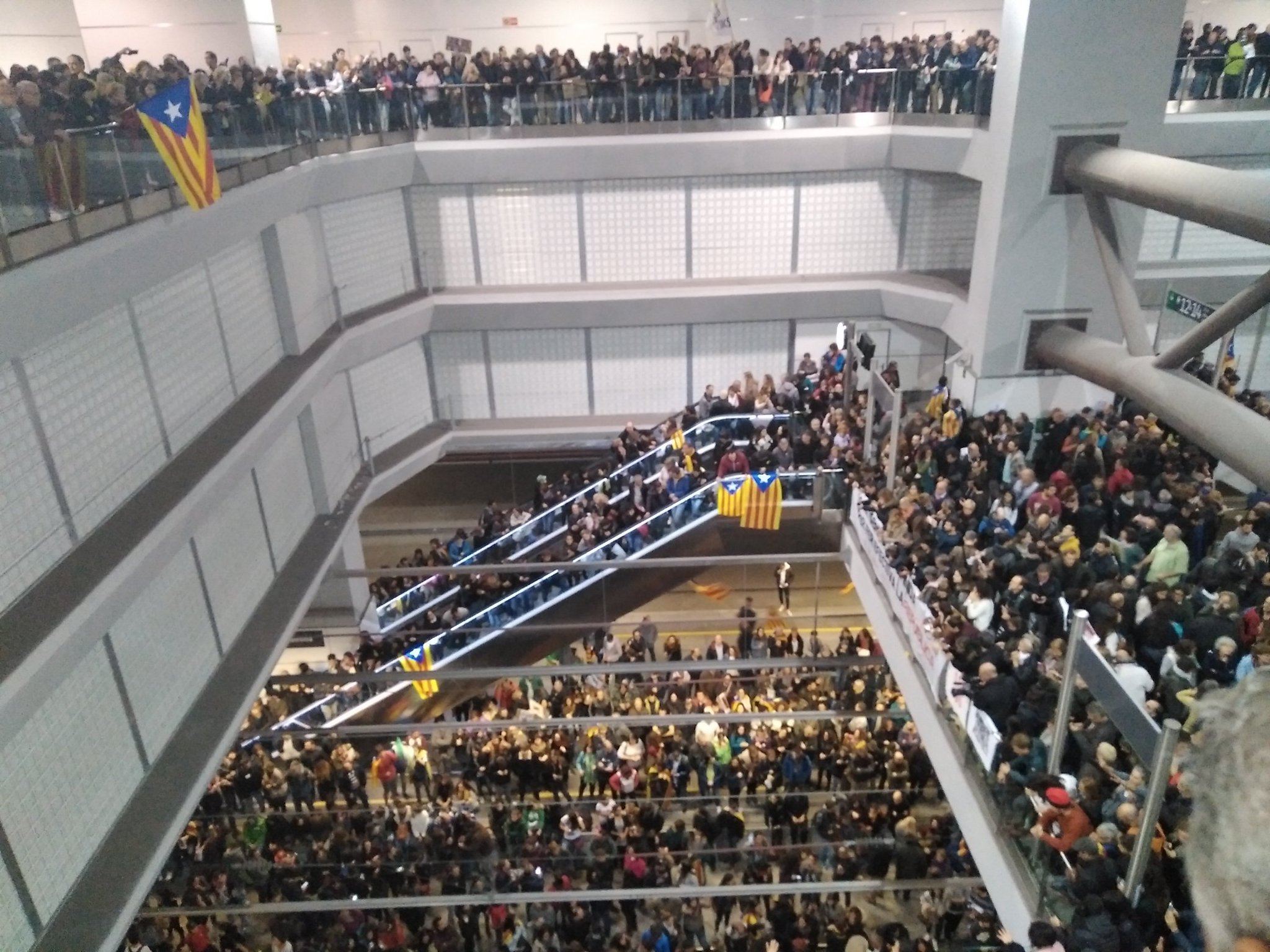
Estació de l'AVE a Girona.

A primera hora del matí els Comitès de Defensa de la República (CDR) van convocar la ciutadania i van tallar diverses autopistes i carreteres del país. Entre d'altres, l'AP-7 es va tallar per diversos punts: a l'altura de Borrassà (Alt Empordà), prop del peatge de Figueres, a l'altura de Santa Perpètua de Mogoda (Vallès Occidental) i un altre grup feu el mateix a Camarles (Baix Ebre). L'autopista va quedar tallada en els dos sentits de la marxa. Això va afectar la resta de la xarxa viària, provocant llargues cues a carreteres com l'N-340.
El tall de l'AP-7 a l'altura de Borrassà es va mantenir fins que els Mossos d'Esquadra i la Policia Nacional espanyola van arribar, i davant de l'amenaça de possible violència policial, els CDR van desconvocar el tall per precaució. Malgrat tot, alguns manifestants es van voler quedar allà i la policia els va desallotjar.
També es va tallar l'accés al Port de Tarragona, la Nacional II i la C-32 a l'altura de Vilassar de Mar, l'A-2 a Òdena i Sant Joan Despí, la C-58 a l'altura de Sabadell, la B-140 a Mollet del Vallès i, la C-16 a Sallent i Sant Cugat del Vallès, la C-17 a Aiguafreda, la C-25 a Vic, Artés i Manresa i la carretera entre Puigcerdà i França.
A Barcelona es va tallar la Ronda de Dalt. Pel que fa als accessos a la capital, es va tallar la B-23 a l'altura de Sant Joan Despí i la B-20 a Santa Coloma de Gramenet.
La xarxa de trens també es va veure afectada, amb talls de transport a l'R1 a l'altura de l'estació de Mataró, l'R4 (Sant Vicenç de Castellet) i l'R3 (Montcada i Reixac).
A Girona s'intentà tallar la circulació dels trens d'alta velocitat, creant-se moments de tensió entre la policia i els manifestants. Els manifestants passaren el cordó policial de seguretat i tallaren, finalment, la circulació de l'AVE, que va romandre tancada durant la resta de la jornada.
A la tarda, un grup d'uns 300 manifestants, convocats per Universitats per la República, tallaren algunes vies de tren a l'estació de Sants a pocs minuts per les cinc de la tarda. Tallaren les vies de l'AVE i algunes línies de Rodalies. Els Mossos d'Esquadra tancaren els accessos a l'estació de Sants, davant la crida dels manifestants a concentrar més gent per a blocar les vies de l'AVE. A més, se suspengué la circulació dels trens de Rodalia. La plataforma Universitats per la República assegurà que continuaria concentrada a les vies de Sants fins a les 21.15 h, l'hora de sortida del darrer AVE. L'estació es va buidar poc abans de les 22.00 h.

### Talls de fronteres
El Comitè de Defensa de la República va cridar a tallar tots els límits de la Catalunya sud amb l'Aragó, el País Valencià la Catalunya Nord, Andorra i França, que van començar a migdia en cinc accions: A l'AP-7 a l'Aldea i La Jonquera, l'N-152 a Puigcerdà, l'N-145 a Seu d'Urgell i l'A-2 a Alcarràs. El tall de l'AP-7 a Borrassà (Girona) es va allargar fins quarts de nou del vespre, quan els Mossos i la Policia Nacional van desallotjar els manifestants.

### Manifestacions i concentracions

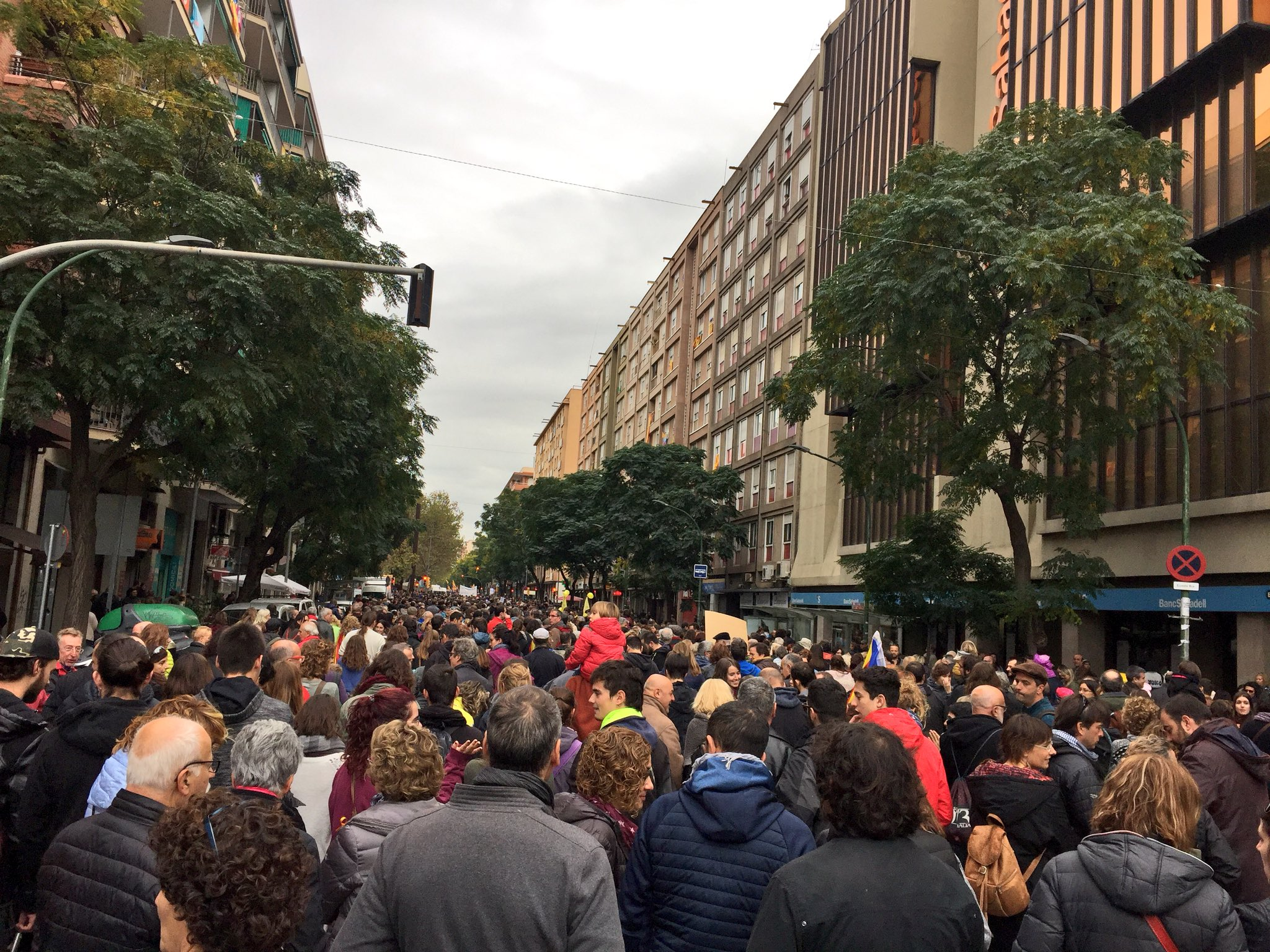
Manifestació a Sabadell.

A Barcelona es convocà una concentració a les 12.00 h a la Plaça de Sant Jaume i davant de les respectives sub-delegacions del Govern espanyol a Girona, Lleida i Tarragona a la mateixa hora. A Sant Celoni es va pintar un mural a favor de la llibertat dels presos polítics. A altres punts del país es van organitzar marxes durant el matí, amb 2.000 persones a Tortosa i 5.000 a Sabadell, per exemple.
Una segona concentració es convocà a les 18.00 h davant dels Ajuntaments. En el cas de Barcelona, la convocatòria fou a la Plaça de la Catedral, on van intervenir Agustí Alcoberro, Marcel Mauri i d'altres personalitats. Destacà la xiulada al secretari general de la UGT, Camil Ros, perquè no havia donat el seu sindicat suport explícit a la convocatòria. A Vic es van concentrar unes 15.000 persones. A Reus, més de 6.000 persones es van concentrar a les portes de l'Ajuntament. Una marxa lenta encapçalada per tractors va recórrer diferents carrers de la ciutat. A Terrassa 6.000, a Manresa unes 5.000, 4.000 a Granollers, 2.000 a Sant Celoni i a Tarragona, prop d'un miler a Berga i centenars de persones a Tremp.

## Seguiment

### Serveis mínims
El Departament de Treball, Afers socials i Famílies de la Generalitat de Catalunya va definir els serveis mínim amb un del 33% a Rodalies, tot i que Renfe va assegurar que mantindria els horaris habituals. Pel que fa al metro i al tramvia, als autobusos de Barcelona i als Ferrocarrils de la Generalitat els serveis mínims van ser del 50% en hores punta i del 25% la resta del dia. Renfe va xifrar en més de 150.000 persones els afectats fins a les 20.30 hores, en diversos punts de la xarxa de rodalies i la d'alta velocitat, així com de trens regionals.
A les escoles els serveis mínims van ser d'un professor per cada sis aules de primària.

### Mitjans de comunicació
Diversos mitjans de comunicació es van sumar a la vaga, i diaris com l'Ara i El Punt Avui no van publicar número imprès el 8 de novembre. VilaWeb feu el mateix, no fent l'enviament de la seva edició setmanal en paper. Televisió de Catalunya i Catalunya Ràdio s'afegiren a la convocatòria i alteraren la programació habitual, oferint només serveis mínims.

### Sector cultural
La vaga del 3 d'octubre va tenir un ampli seguiment entre el sector cultural. Pel que fa a la del 8 de novembre, diverses sales de concerts van anunciar que farien vaga, entre les quals destaquen el Jamboree Jazz Club, Sidecar, la sala Tarantos, Razzmatazz i el Centre Artesà Tradicionàrius. Xavi Sarrià va cancel·lar la presentació del seu disc Amb l'esperança entre les dents.
La Fundació Tàpies, el CCCB i el Museu Marítim van informar que el dia 8 tancarien les seves portes. Al seu torn, el MACBA va ajornar la inauguració d'una exposició de Rosemarie Castro ‘Enfocant a l'infinit’ i el Museu Nacional d'Art de Catalunya també va cancel·lar les activitats. El festival Rec d'Igualada va decidir començar un dia més tard la seva programació, que aplega moda, música i gastronomia.
En l'àmbit d'arts escèniques, el Festival Temporada Alta de Girona i el Teatre Nacional de Catalunya van cancel·lar la seva programació.

### Educació

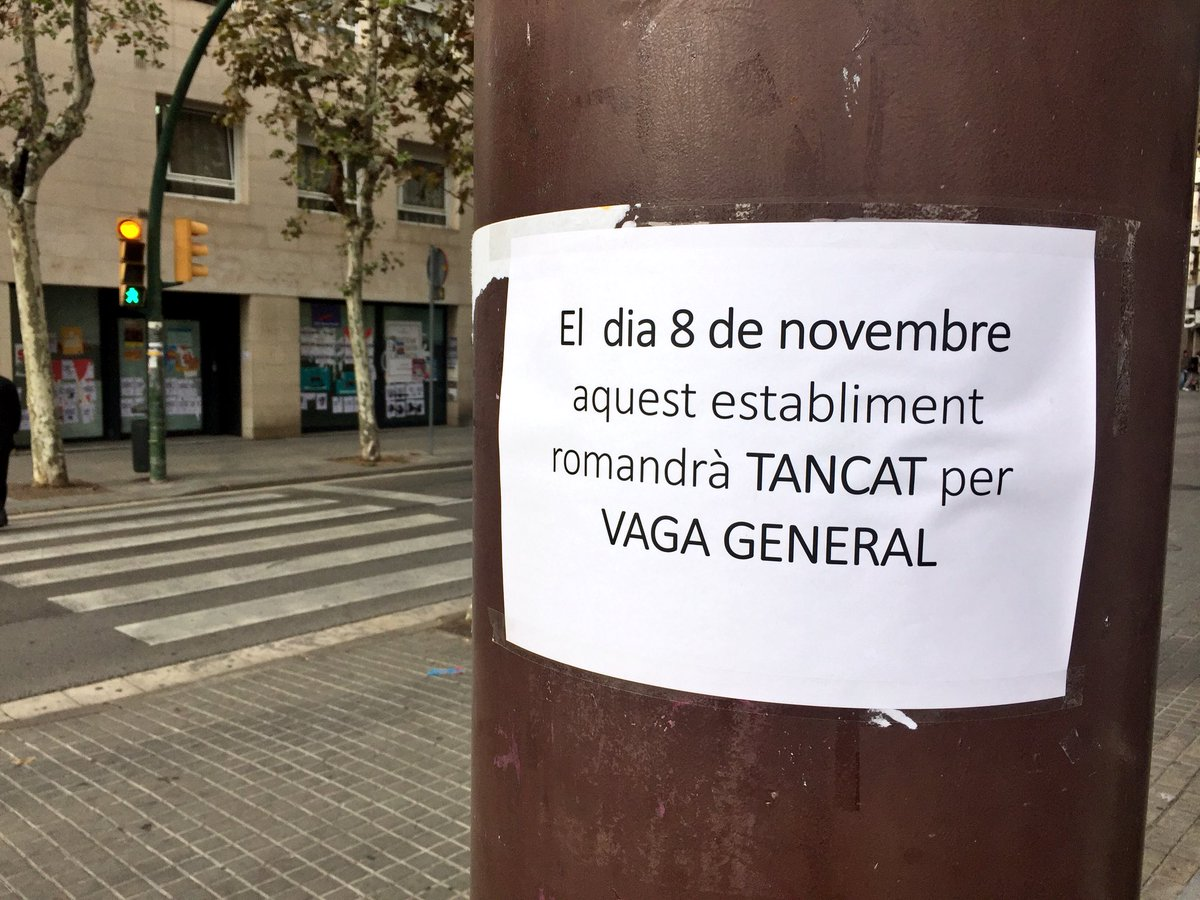
Comerç tancat per la Vaga.

A Educació la vaga va tenir un seguiment del 80% en l'àmbit de l'ensenyament primari, secundari i universitari, i un 40% a l'administració catalana.

### Indústria i serveis
Es va produir una baixada de vendes del 80% de producte fresc a Mercabarna, però durant el dia bona part dels comerços catalans van romandre oberts.

## Reaccions
La Intersindical-CSC qualificà la jornada d'«èxit rotund» i la Intersindical Alternativa de Catalunya com un «èxit de mobilització massiva arreu del territori en defensa dels seus drets». La Coordinadora Obrera Sindical, de la mà d'Alerta Solidària, manifestà que «la unió feu trontollar la repressió» i felicità als Comitès de Defensa de la República per la tasca realitzada.
Per altra banda, el ministre de Foment espanyol, Íñigo de la Serna, considerà que «no hi havia hagut seguiment de la vaga» però sí «un grup de gent que intenta causar el dany més gran possible als catalans».